# Lutosa surda
Lutosa surda är en insektsart som beskrevs av Andrej Vasiljevitj Gorochov 2001. Lutosa surda ingår i släktet Lutosa och familjen Anostostomatidae. Inga underarter finns listade i Catalogue of Life.